# Feel This Moment
Feel This Moment is een single van de Cubaanse rapper Pitbull. In het nummer zijn Pitbull zelf en Christina Aguilera te horen. Het nummer werd op 4 februari 2013 uitgebracht, en is van zijn zevende studioalbum Global Warming. In de Nederlandse Top 40 bereikte het nummer de 6e plaats, terwijl het in de Nederlandse Single Top 100 niet hoger kwam dan de 11e plaats. In de Vlaamse Ultratop 50 bereikte het nummer de zevende positie.
Een sample uit dit nummer komt van het nummer Take on Me van A-ha.

## Hitnoteringen
| Hitlijst               | Datum van binnenkomst | Hoogste positie | Aantal weken | Laatste notering |
| ---------------------- | --------------------- | --------------- | ------------ | ---------------- |
| Single Top 100         | 09-03-2013            | 11              | 27           | 14-09-2013       |
| Nederlandse Top 40     | 06-04-2013            | 6               | 21           | 24-08-2013       |
| Vlaamse Ultratop 50    | 02-03-2013            | 7               | 17           | 15-06-2013       |
| Waalse Ultratop 50     | 23-02-2013            | 6               | 17           | 15-06-2013       |
| Australische Top 50    | 03-03-2013            | 6               | 15           | 09-06-2013       |
| Deense Top 40          | 08-03-2013            | 16              | 20           | 19-07-2013       |
| Duitse Top 100         | 02-02-2013            | 9               | 20           | 15-06-2013       |
| Finse Top 20           | 23-02-2013            | 6               | 15           | 01-06-2013       |
| Franse Top 200         | 15-12-2012            | 23              | 31           | 17-08-2013       |
| Nieuw-Zeelandse Top 40 | 25-02-2013            | 5               | 16           | 08-07-2013       |
| Noorse Top 20          | 26-01-2013            | 6               | 17           | 18-05-2013       |
| Oostenrijkse Top 75    | 30-11-2012            | 2               | 27           | 28-06-2013       |
| Spaanse Top 50         | 27-01-2013            | 1               | 33           | 08-09-2013       |
| UK Singles Chart       | 30-03-2013            | 5               | 15           | 06-07-2013       |
| Billboard Hot 100      | 09-02-2013            | 8               | 24           | 20-07-2013       |
| Zweedse Top 60         | 15-02-2013            | 21              | 23           | 19-07-2013       |
| Zwitserse Top 75       | 02-12-2012            | 7               | 34           | 08-09-2013       |

#### Nederlandse Top 40
| Hitnotering: 06-04-2013 t/m 24-08-2013 | Hitnotering: 06-04-2013 t/m 24-08-2013 | Hitnotering: 06-04-2013 t/m 24-08-2013 | Hitnotering: 06-04-2013 t/m 24-08-2013 | Hitnotering: 06-04-2013 t/m 24-08-2013 | Hitnotering: 06-04-2013 t/m 24-08-2013 | Hitnotering: 06-04-2013 t/m 24-08-2013 | Hitnotering: 06-04-2013 t/m 24-08-2013 | Hitnotering: 06-04-2013 t/m 24-08-2013 | Hitnotering: 06-04-2013 t/m 24-08-2013 | Hitnotering: 06-04-2013 t/m 24-08-2013 | Hitnotering: 06-04-2013 t/m 24-08-2013 | Hitnotering: 06-04-2013 t/m 24-08-2013 | Hitnotering: 06-04-2013 t/m 24-08-2013 | Hitnotering: 06-04-2013 t/m 24-08-2013 | Hitnotering: 06-04-2013 t/m 24-08-2013 | Hitnotering: 06-04-2013 t/m 24-08-2013 | Hitnotering: 06-04-2013 t/m 24-08-2013 | Hitnotering: 06-04-2013 t/m 24-08-2013 | Hitnotering: 06-04-2013 t/m 24-08-2013 | Hitnotering: 06-04-2013 t/m 24-08-2013 | Hitnotering: 06-04-2013 t/m 24-08-2013 | Hitnotering: 06-04-2013 t/m 24-08-2013 |
| Week:                                  | 1                                      | 2                                      | 3                                      | 4                                      | 5                                      | 6                                      | 7                                      | 8                                      | 9                                      | 10                                     | 11                                     | 12                                     | 13                                     | 14                                     | 15                                     | 16                                     | 17                                     | 18                                     | 19                                     | 20                                     | 21                                     |                                        |
| -------------------------------------- | -------------------------------------- | -------------------------------------- | -------------------------------------- | -------------------------------------- | -------------------------------------- | -------------------------------------- | -------------------------------------- | -------------------------------------- | -------------------------------------- | -------------------------------------- | -------------------------------------- | -------------------------------------- | -------------------------------------- | -------------------------------------- | -------------------------------------- | -------------------------------------- | -------------------------------------- | -------------------------------------- | -------------------------------------- | -------------------------------------- | -------------------------------------- | -------------------------------------- |
| Positie:                               | 39                                     | 27                                     | 17                                     | 17                                     | 14                                     | 8                                      | 6                                      | 7                                      | 10                                     | 10                                     | 10                                     | 13                                     | 18                                     | 17                                     | 19                                     | 25                                     | 25                                     | 26                                     | 31                                     | 36                                     | 40                                     | uit                                    |

#### NederlandseSingle Top 100
| Hitnotering: 09-03-2013 t/m | Hitnotering: 09-03-2013 t/m | Hitnotering: 09-03-2013 t/m | Hitnotering: 09-03-2013 t/m | Hitnotering: 09-03-2013 t/m | Hitnotering: 09-03-2013 t/m | Hitnotering: 09-03-2013 t/m | Hitnotering: 09-03-2013 t/m | Hitnotering: 09-03-2013 t/m | Hitnotering: 09-03-2013 t/m | Hitnotering: 09-03-2013 t/m | Hitnotering: 09-03-2013 t/m | Hitnotering: 09-03-2013 t/m | Hitnotering: 09-03-2013 t/m | Hitnotering: 09-03-2013 t/m | Hitnotering: 09-03-2013 t/m | Hitnotering: 09-03-2013 t/m | Hitnotering: 09-03-2013 t/m | Hitnotering: 09-03-2013 t/m | Hitnotering: 09-03-2013 t/m | Hitnotering: 09-03-2013 t/m |
| Week:                       | 1                           | 2                           | 3                           | 4                           | 5                           | 6                           | 7                           | 8                           | 9                           | 10                          | 11                          | 12                          | 13                          | 14                          | 15                          | 16                          | 17                          | 18                          | 19                          | 20                          |
| --------------------------- | --------------------------- | --------------------------- | --------------------------- | --------------------------- | --------------------------- | --------------------------- | --------------------------- | --------------------------- | --------------------------- | --------------------------- | --------------------------- | --------------------------- | --------------------------- | --------------------------- | --------------------------- | --------------------------- | --------------------------- | --------------------------- | --------------------------- | --------------------------- |
| Positie:                    | 86                          | 72                          | 36                          | 24                          | 19                          | 15                          | 19                          | 13                          | 11                          | 12                          | 15                          | 16                          | 22                          | 23                          | 24                          | 22                          | 24                          | 22                          | 28                          | 27                          |
| Week:                       | 21                          | 22                          | 23                          | 24                          | 25                          | 26                          | 27                          | 28                          | 29                          | 30                          | 31                          | 32                          | 33                          | 34                          | 35                          | 36                          | 37                          | 38                          | 39                          | 40                          |
| Positie:                    | 31                          | 35                          | 46                          | 48                          | 61                          | 82                          |                             |                             |                             |                             |                             |                             |                             |                             |                             |                             |                             |                             |                             |                             |

#### VlaamseUltratop 50
| Hitnotering: 02-03-2013 t/m | Hitnotering: 02-03-2013 t/m | Hitnotering: 02-03-2013 t/m | Hitnotering: 02-03-2013 t/m | Hitnotering: 02-03-2013 t/m | Hitnotering: 02-03-2013 t/m | Hitnotering: 02-03-2013 t/m | Hitnotering: 02-03-2013 t/m | Hitnotering: 02-03-2013 t/m | Hitnotering: 02-03-2013 t/m | Hitnotering: 02-03-2013 t/m | Hitnotering: 02-03-2013 t/m | Hitnotering: 02-03-2013 t/m | Hitnotering: 02-03-2013 t/m | Hitnotering: 02-03-2013 t/m | Hitnotering: 02-03-2013 t/m | Hitnotering: 02-03-2013 t/m | Hitnotering: 02-03-2013 t/m | Hitnotering: 02-03-2013 t/m | Hitnotering: 02-03-2013 t/m | Hitnotering: 02-03-2013 t/m |
| Week:                       | 1                           | 2                           | 3                           | 4                           | 5                           | 6                           | 7                           | 8                           | 9                           | 10                          | 11                          | 12                          | 13                          | 14                          | 15                          | 16                          | 17                          | 18                          | 19                          | 20                          |
| --------------------------- | --------------------------- | --------------------------- | --------------------------- | --------------------------- | --------------------------- | --------------------------- | --------------------------- | --------------------------- | --------------------------- | --------------------------- | --------------------------- | --------------------------- | --------------------------- | --------------------------- | --------------------------- | --------------------------- | --------------------------- | --------------------------- | --------------------------- | --------------------------- |
| Positie:                    | 45                          | 30                          | 20                          | 18                          | 10                          | 8                           | 8                           | 7                           | 10                          | 17                          | 20                          | 20                          | 26                          | 31                          | 36                          | 38                          |                             |                             |                             |                             |

## Tracklist
| Nr. | Titel                                           | Duur |
| --- | ----------------------------------------------- | ---- |
| 1.  | Feel This Moment (featuring Christina Aguilera) | 3:49 |

| Nr. | Titel                                                     | Duur |
| --- | --------------------------------------------------------- | ---- |
| 1.  | Feel This Moment (featuring Christina Aguilera)           | 3:51 |
| 2.  | Don't Stop the Party (featuring TJR) (R3hab & ZROQ Remix) | 3:51 |